# Olbora
Olbora, czasem również zwana orborą (z łac. urbarium) – w dawnej Polsce czynsz płacony w naturze w wysokości 1/11 lub 1/10 wydobytego kruszcu albo w gotówce („kruszcowe”) na rzecz króla. Jeszcze w XVI w. olbora pobierana była nie tylko z dóbr królewskich, tj. od gwarków olkuskich i chęcińskich, lecz również z dóbr prywatnych. Wyjątek stanowiły dobra kościelne, w których – jak na przykład w Miedzianej Górze czy w kluczu sławkowskim – olbora zasilała skarbiec biskupi. Olbora królewska od 1563 przeznaczona była na utrzymanie wojska kwarcianego.